# Comuna Raihorodka, Svatove
Raihorodka (în ucraineană Райгородка) este o comună în raionul Svatove, regiunea Luhansk, Ucraina, formată din satele Nadia, Novoiehorivka, Patalahivka, Raihorodka (reședința), Serhiivka și Sverdlovka.

## Demografie
Componența lingvistică a comunei Raihorodka
     Ucraineană (95,4%)
     Rusă (4,1%)
     Alte limbi (0,37%)
Conform recensământului din 2001, majoritatea populației comunei Raihorodka era vorbitoare de ucraineană (95,4%), existând în minoritate și vorbitori de rusă (4,1%).